# Wicket (críquet)
El término wicket en críquet puede referir a 3 cosas:
- Un objeto de tamaño de 71x23 cm que es el blanco del equipo defensivo (los bateadores pueden ser eliminados por derribarlo con la pelota)
- La eliminación de un bateador
- El "pitch", que es el área entre el bateador y el lanzador, y que tiene un terreno sin pasto para que la pelota puede rebotar[1]

## Objeto

El objeto llamado wicket.

Un wicket consiste en 3 palos grandes (stumps) y 2 palos pequeños (travesaños o bails) que se pone encima de los 3 palos. Los palos se pone de tal manera que la pelota no puede pasar a través el wicket sin tocar uno de los 5 palos de él. Se dice que el wicket ha sido put down (derribado) si los travesaños han caído por causa de un golpe al wicket por parte de la pelota o cualquier parte del brazo o mano de un jugador defensivo que tiene la pelota en la mano de ese brazo.

## Eliminación del bateador
Hay 10 maneras en que un bateador puede ser eliminado; cuando un bateador está eliminado, él ya no puede anotar puntos hasta la siguiente entrada de su equipo, y se dice que su wicket ha caído. 4 de las 5 maneras más comunes de eliminar un bateador requieren que la pelota toca al wicket o tiene una trayectoria al wicket cuando era obstruido.